# Julen Telleria
Julen Telleria Lopetegi (Irura, Guipúzcoa, 28 de septiembre de 1990) es un locutor de radio y presentador de televisión español de origen vasco.

## Biografía
Julen Telleria nació en Irura, aunque con un año su familia se trasladó a vivir a Tolosa y hoy en día vive allí.
Estudió comunicación audiovisual en la UPV. Hizo las prácticas de final de carrera en Euskadi Irratia y después empezó en la radio los fines de semana. 

## Trayectoria profesional
Ha sido presentador del programa televisivo de ETB1 en euskera Gu Ta Gutarrak y actualmente trabaja junto a su hermano Antton Telleria y Aitziber Garmendia en el programa juvenil del mismo canal Gure Kasa.